# 纹唇粘体虫
纹唇粘体虫（学名：Myxosoma osteochilus）为粘体科粘体虫属的动物。在中国，分布于海南等，营寄生生活，寄生在纹唇鱼的肾。